# Лейдер Пресьядо
Лейдер Пресьядо (ісп. Léider Preciado, нар. 26 лютого 1977, Тумако) — колумбійський футболіст, що грав на позиції нападника.
Виступав, зокрема, за клуби «Расінг» та «Депортіво Кіто», а також національну збірну Колумбії, у складі якої був учасником чемпіонату світу.

## Клубна кар'єра
Вихованець «Мільйонаріоса», з якого перейшов у «Санта-Фе». Втім у новій команді не затримався і здавався в оренду у клуб другого колумбійського дивізіону «Ель-Кондор» та клуб Прімери «Кукута Депортіво». Після цього Лейдер нарешті повернувся в «Санта-Фе», за яке у сезоні 1998 року забив 15 голів у 23 матчах Прімери.
Своєю грою за останню команду привернув увагу представників тренерського штабу іспанського «Расінга», до складу якого приєднався 1998 року. Відіграв за клуб із Сантандера наступний сезон своєї ігрової кар'єри, проте не показав форму яка на батьківщині, забивши всього 2 голи (з «Бетісу» і «Атлетіку»), а його клуб зайняв 15-е місце у Ла Лізі. Після цього гравець відправився у клуб іспанської Сегунди «Толедо», але і тут не був основним, а клуб зайняв останнє місце і був знижений до третього за рівнем іспанського дивізіону. 2000 року Пресьядо повернувся до «Расінга», в якому так і не став результативним, забивши три голи за пів сезону.
На початку 2001 року Лейдер повернувся на батьківщину і знову став гравцем «Санта-Фе», в якому відновив свою колишню ефективність і забив 15 голів у сезоні. Сезон 2002 року почав у складі «Онсе Кальдаса», де за пів року забив 9 голів у 18 матчах, після чого перейшов у «Депортіво Калі». Більшість часу, проведеного у складі «Депортіво Калі», був основним гравцем атакувальної ланки команди і одним з головних бомбардирів команди, маючи середню результативність на рівні 0,56 голу за гру першості, ставши найкращим бомбардиром чемпіонату країни (Фіналізасьйон). Це ж досягнення Лейдер повторив і наступного року з «Санта-Фе».
У сезоні 2004/05 року Пресьядо виступав у саудівському «Аль-Шабаб», однак швидко повернувся на батьківщину і вже четвертий раз у своїй кар'єрі став гравцем «Санта-Фе».
З 2008 року захищав кольори «Депортіво Кіто», з яким став чемпіоном Еквадору, але результативність гравця значно впала і він повернувся до Колумбії, де грав за клуби «Америка де Калі», «Атлетіко Букараманга» та «Депортес Кіндіо».
Завершив професійну ігрову кар'єру в кінці сезону 2011 року у клубі «Санта-Фе», куди повернувся вп'яте протягом своєї кар'єри.

## Виступи за збірну
22 квітня 1998 року дебютував в офіційних іграх у складі національної збірної Колумбії в товариському матчі з  проти Чилі (2:2).
У складі збірної був учасником чемпіонату світу 1998 року у Франції. З трьох матчів Колумбії на цьому турнірі Пресьядо з'являвся на полі у всіх трьох. У першій грі групового турніру проти збірної Румунії Пресьядо вийшов на поле на 84-й хвилині, замінивши нападника Фаустіно Аспрілью, в наступній грі з Тунісом він з'явився в матчі на 56-й хвилині в результаті подвійної заміни, а на 82-й хвилині забив єдиний і переможний м'яч у ворота тунісців. В останній грі з збірною Англії Пресьядо з'явився вже в стартовому складі збірної Колумбії, але був замінений у перерві матчу.
Протягом кар'єри у національній команді, яка тривала 9 років, провів у формі головної команди країни 11 матчів, забивши 4 голи.

## Досягнення

### Клубні
Депортіво Кіто
- Чемпіон Еквадору (2): 2008

### Індивідуальні
- Найкращий бомбардир чемпіонату Колумбії: 2003 (Фіналізасьйон, 17 голів), 2004 (Фіналізасьйон, 15 голів)